# Ditropis whitei
Ditropis whitei es una especie de molusco gasterópodo de la familia Cyclophoridae en el orden de los Mesogastropoda.

## Distribución geográfica
Es  endémica de Australia.